# Puig de l'Esquena d'Ase
El Puig de l'Esquena d'Ase és una muntanya de 2.004,9 metres d'altitud del límit entre les comunes de Censà, de la comarca del Conflent, i de Real, de la del Capcir, totes dues a la Catalunya del Nord.
És a l'extrem occidental del sector central del terme de Censà, a prop al nord-est del Coll de Censà.